# Rua do Lavradio
A Rua do Lavradio é uma via da cidade do Rio de Janeiro, localizada no bairro da Lapa, começando na Rua do Riachuelo e terminando na Rua Visconde do Rio Branco. É patrimônio imaterial do Estado do Rio de Janeiro, desde 22 de setembro de 2021.

## História
Foi aberta, em 1771, e mandada alinhar, em 1777, pelo 2.º Marquês do Lavradio, Luis de Almeida Portugal Soares de Alarcão Eça e Melo Silva e Mascarenhas, que entre 1769 e 1779 foi também vice-rei do Brasil.
O marquês mandou construir a sua residência nessa rua, à esquina com a Rua da Relação. Nela foram promovidas muitas festas e reuniões sociais como forma de compensar as poucas opções de lazer da capital do Brasil Colônia. A construção abriga hoje a Sociedade Brasileira de Belas Artes (SBBA).
Moraram nesta rua algumas personalidades como Duque de Caxias, João Caetano, o Marquês de Olinda e o Marquês de Cantagalo.
Também se encontra ali o jornal "Tribuna da Imprensa", cujo antigo proprietário, o jornalista Carlos Lacerda, sustentou uma campanha política contra o segundo governo de Getúlio Vargas.
Desde 1996, acontece na rua, aos sábados, uma feira de antiguidades, Feira do Lavradio ou Feira do Rio Antigo — criada pelos comerciantes das redondezas — que, via de regra, acaba em uma roda de samba.